# Bugatti EB118
O Bugatti EB 118 é um protótipo superesportivo da Bugatti.